# Andrómaco de Chipre
Andrómaco de Chipre (en griego antiguo: Ἀνδρόμαχος) fue un almirante aliado chipriota de Alejandro Magno durante el sitio de Tiro (332 a. C.) (Arriano, Ana ii 20.). Probablente fue el mismo Andrómaco, que poco después fue nombrado gobernador de Celesiria y Fenicia y fue quemado vivo por los samaritanos sublevados. (Curcio, iv, 5, 8).